# Тугупс
Тугупс — река в России, протекает в Апшеронском районе Краснодарского края. Является левым притоком реки Пшеха, впадает в неё южнее посёлка Отдалённый. Длина реки — 10 км, площадь водосборного бассейна — 30,4 км².

## Данные водного реестра
По данным государственного водного реестра России относится к Кубанскому бассейновому округу, водохозяйственный участок реки — Белая, речной подбассейн реки — подбассейн отсутствует. Речной бассейн реки — Кубань.
По данным геоинформационной системы водохозяйственного районирования территории РФ, подготовленной Федеральным агентством водных ресурсов:
- Код водного объекта в государственном водном реестре — 06020001112108100004786
- Код по гидрологической изученности (ГИ) — 108100478
- Код бассейна — 06.02.00.011
- Номер тома по ГИ — 08
- Выпуск по ГИ — 1